# Eddyville (Nebraska)
Eddyville é uma vila localizada no estado americano de Nebraska, no Condado de Dawson.

## Demografia
Segundo o censo americano de 2000, a sua população era de 96 habitantes.
Em 2006, foi estimada uma população de 101, um aumento de 5 (5.2%).

## Geografia
De acordo com o United States Census Bureau, a localidade tem uma área de 0,7 km², sem área coberta por água. Eddyville localiza-se a aproximadamente 746 m acima do nível do mar.

## Localidades na vizinhança
O diagrama seguinte representa as localidades num raio de 32 km ao redor de Eddyville.